# Font de sa Bastida
La font de sa Bastida és una font del municipi d'Alaró, Mallorca. És molt cabalosa i la seva aigua s'embotella. El maig de 1966 fou declarada d'utilitat pública i reconeguda com a minera-medicinal. L'ullal està ara dins una capella de pedra i des d'aquí va per un tub fins a l'embotelladora ja quasi arribant al poble. El sobrant anava a un aljub que hi ha a uns 10 m, davall una marjada.
Ja a l'època de l'ocupació romana el sistema hidràulic de la vall es relaciona amb aquesta font la de les Artigues, les aigües de les quals servien per donar aigua tant a la població, com als horts, o als molins, condicionant la situació, els tipus i nombre d'assentaments.
A 250 metres de la font s'hi troba també el jaciment arqueològic de Fortificació de Sa Bastida, considerat el castell més antic del poble, actiu entre els segles IV i VII després de Crist i on, a pesar de l'abundant presència d'aigua, es varen construir almanco set aljubs (varis connectats entre si) per garantir el subministrament d'aigua en cas de setge